# Гражданска война на Цезар
Голямата римска гражданска война (49 – 45 пр.н.е.), известна като гражданска война на Юлий Цезар, е един от последните военно-политически конфликти във времето на Римската република и една от първите стъпки към империя. Тя започва като серия от политически и военни конфронтации между Юлий Цезар (100 – 44 пр.н.е.), неговите политически поддръжници и неговите легиони срещу оптиматите, съюзна фракция на оптиматите в римския Сенат, която е подкрепена от Помпей и неговите легиони.
След продължила четири години (49 – 45 пр.н.е.) военно-политическа борба, водена в Италия, Елада, Египет, Африка и Испания, Цезар побеждава последните оптимати в битката при Мунда и става dictator perpetuo (пожизнен/„вечен“ диктатор) на Рим. Промените в римското държавно устройство, съпътстващи гражданската война на Цезар до голяма степен премахват политическите традиции на Римската република (509 – 27 пр.н.е.) и водят до установяването на Римската империя (27 пр.н.е. – 476 от н.е.)